# HD15783
GSC6436-1750 є подвійною зорею, що знаходиться у сузір'ї Піч.
Ця подвійна система має видиму зоряну величину в смузі V приблизно 7,6.
Вона розташована на відстані близько 385,5 світлових років від Сонця.

## Подвійна зоря
Головна зоря цієї системи належить до хімічно пекулярних зір й має спектральний клас A1.
Інша компонента має спектральний клас F3.